# GOG.com

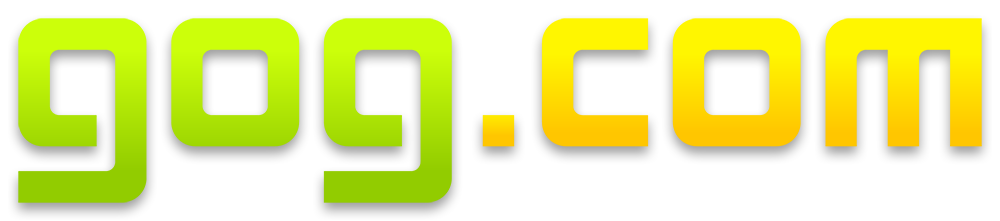
Logo đến năm 2014

GOG.com (tiền thân là Good Old Games) là một dịch vụ phân phối và phát hành trò chơi máy tính và phim ảnh, dưới sự điều hành của GOG Ltd, một công ty con thuộc sở hữu của CD Projekt có trụ sở tại Warszawa, Ba Lan. GOG.com cung cấp những video game thông qua nền tảng kỹ thuật số không có DRM dành cho Windows, OS X và Linux. Vào tháng 3 năm 2012, GOG.com đã bắt đầu chào bán nhiều tựa game gần đây như Alan Wake và Assassin's Creed cùng vô số game khác.

## Tính năng
Các mặt hàng kỹ thuật số được cung cấp (video game và phim) có thể được mua và tải về trực tuyến và chúng được phân phối mà không quản lý bản quyền kỹ thuật số. Mức giá các sản phẩm thường dao động từ khoảng 5 đến 10 đô la cho các tựa game cũ, cùng với những phần quà đặc biệt trong khi bày bán được tổ chức vài lần một tuần. Một số tựa game mới hơn có một mức giá cao hơn. Các sản phẩm kỹ thuật số của GOG.com cũng có thể được trao cho những người khác thông qua các phiếu quà tặng hoàn lại.
Người dùng không cần phải cài đặt phần mềm client đặc biệt để tải về hoặc chạy các trò chơi, dù có một trình quản lý download dần dần không còn dùng đến nữa, và GOG Galaxy client, hiện đang trong phiên bản beta kèm theo. Sau khi tải về, khách hàng được tự do sử dụng phần mềm cho bất kỳ mục đích cá nhân nào chẳng hạn như việc cài đặt trên nhiều thiết bị, lưu lại trên bất kỳ phương tiện lưu trữ cá nhân không giới hạn thời gian, tùy chỉnh và vá lỗi; chỉ có hạn chế ở chỗ bán lại và chia sẻ là không được phép. Các phần mềm cài đặt đều độc lập về mặt kỹ thuật trong tài khoản GOG.com của khách hàng, dù vẫn còn phụ thuộc vào EULA (chấm dứt hợp đồng cấp phép sử dụng) của GOG.com, nơi mà công thức "đã cấp phép, không được bán" được sử dụng. Mô hình "đã cấp phép, không được bán" thường xuyên nêu lên câu hỏi về quyền sở hữu hàng hóa kỹ thuật số. Ở Liên minh châu Âu, Tòa án Công lý châu Âu đã tuyên bố một người giữ bản quyền không thể phản đối việc bán lại một phần mềm bán kỹ thuật số, phù hợp với nguyên tắc sự nghiên cứu hết mọi mặt bản quyền dựa trên lần bán đầu tiên khi quyền sở hữu được chuyển nhượng, và những câu hỏi về trường hợp "đã cấp phép, không được bán" của EULA.
Để đảm bảo khả năng tương thích với các phiên bản mới hơn của hệ điều hành và phần cứng máy tính hiện nay, một số game được đóng gói kèm theo các bản vá lỗi tiền kỳ với sự mô phỏng mã nguồn mở và phần mềm tương thích, chẳng hạn như ScummVM và DOSBox. Bổ sung các bản sửa lỗi có khả năng tương thích được đưa vào nếu cần thiết, đôi khi đến từ các cộng đồng của chính game đó (patch do cộng đồng làm). Ví dụ về các game có bản sửa lỗi bổ sung như là Outcast hay Dungeon Keeper 2. Cùng với những tựa game này, khách hàng cũng có thể tải thêm nhiều tài liệu liên quan đến trò chơi mà họ đã mua. Thường thì những phần bổ sung này bao gồm nhạc nền của game (một phần là FLAC), hình nền, hình đại diện và quyển hướng dẫn game. GOG.com cũng cung cấp sự hỗ trợ khách hàng đầy đủ cho tất cả các món hàng và việc đảm bảo hoàn lại tiền trong 30 ngày đầu tiên.

## Lịch sử

### Quảng cáo tiếp thị và tái khởi động
Trong khoảng thời gian những ngày từ 19 đến 22 tháng 9 năm 2010, website GOG.com đã bị vô hiệu hóa chỉ để lại các tin nhắn trên trang web và các tài khoản Twitter của họ rằng trang web đã bị đóng cửa. Một phát ngôn viên của Good Old Games nhắc lại rằng trang web chưa bị đóng cửa, và các tin tức xác nhận sắp tới về những thay đổi trong dịch vụ của công ty. Một bài viết xác minh được đăng trên trang web vào ngày 20 tháng 9 năm 2010, cho biết họ đã phải đóng cửa trang web tạm thời "vì lý do kinh doanh và kỹ thuật ", với các nhà báo ngành công nghiệp tin rằng vụ đóng cửa lần này có thể liên quan đến bản chất của chiến lược miên phí DRM, dựa trên những tin nhắn trên Twitter từ công ty. Ngày 22 tháng 9 năm 2010, GOG.com tiết lộ rằng vụ đóng cửa này chỉ là chiêu trò tiếp thị như là một phần của việc trang web sắp hết hạn beta, quản lý của trang web nhận thấy các phản ứng đối với việc đóng cửa giả, đã có đôi lời như sau:
Trước hết chúng tôi muốn gửi lời xin lỗi đến tất cả những ai cảm thấy bị lừa dối hoặc bị thiệt hại dưới bất kỳ hình thức nào đi nữa bởi việc đóng cửa GOG.com. Là một công ty nhỏ, chúng tôi chẳng có một ngân sách tiếp thị khổng lồ nào và đây là lý do tại sao chúng tôi không thể bỏ lỡ một cơ hội nhằm tạo ra một số lời đồn đại xung quanh một sự kiện lớn đến mức tung ra một phiên bản mới về thương hiệu website của chúng tôi và thậm chí còn quan trọng hơn, là việc mang Baldur's Gate trở lại với cuộc sống!— GOG.com, PC Gamer

Trang web đã trở lại vào ngày 23 tháng 9 năm 2010, với một cửa hàng được cải thiện và lợi ích bổ sung vào, như được nêu lên trong một bài giới thiệu webcast. Trong buổi nói chuyện, đồng sáng lập GOG.com Marcin Iwinski và giám đốc quản lý Guillaume Rambourg đã ăn mặc như những tu sĩ để chuộc lại lỗi lầm của họ. Việc tái khởi động của trang web được Rambourg xem như là đã thành công, đã mang đến những khách hàng mới mà trước đây GOG.com không hề hay biết. Như đã hứa sau khi tái khởi động website, GOG.com đã có thể cung cấp một vài tựa game của Black Isle Studios như Baldur's Gate, Planescape: Torment và Icewind Dale mà trước đây chưa được phát hành thông qua bất kỳ dịch vụ tải về nào khác do các vấn đề pháp lý giữa quyền sở hữu các game có liên quan đến Dungeons & Dragons giữa Atari, Hasbro và các công ty khác. Ngày 27 tháng 3 năm 2012, Good Old Games thông báo rằng nó sẽ phân nhánh thành tính năng "AAA" và những tựa game độc lập bên cạnh các game cũ. Trang web này đã được đổi sang thương hiệu mới thành GOG.com.

### Bản hỗ trợ OS X và Linux
Tháng 10 năm 2012, GOG.com đã công bố việc mang những tựa game không DRM (quản lý bản quyền kỹ thuật số) sang OS X. Điều này bao gồm cả hai tựa game từng độc quyền cho Steam (phiên bản OS X) The Witcher và The Witcher 2, đều do hãng CD Projekt RED làm. GOG.com thu thập thông tin phản hồi người dùng trong một danh sách mong ước của cộng đồng, và một trong những đề nghị về tính năng dược yêu cầu nhất là hỗ trợ cho các tựa game Linux bản địa, trong đó tập trung gần 15.000 phiếu trước khi nó được đánh dấu là "đang trong quá trình thực hiện". Lúc đầu đại diện của GOG.com nói rằng những vấn đề về mặt kỹ thuật và hoạt động khiến cho nó có vẻ khó khăn hơn nhiều, dù đó là thứ mà họ thích làm và lưu ý đến. Ngày 18 tháng 3 năm 2014, GOG.com chính thức công bố rằng họ sẽ thêm vào bản hỗ trợ dành cho Linux, ban đầu nhắm đến mục tiêu là Ubuntu và Linux Mint vào mùa thu năm 2014. Ngày 25 tháng 7 năm 2014, bản hỗ trợ Linux đã được phát hành vào lúc đầu cùng 50 tựa game được phát hành có khả năng tương thích với hệ điều hành. Một vài trò vừa ra mắt gồm những game có khả năng tương thích mới với Linux, trong khi hầu hết những game này đều hỗ trợ các bản tải về được làm cho hệ điều hành trên các nền tảng phân phối khác.

### Mở rộng video không DRM
Ngày 27 tháng 8 năm 2014 GOG.com đã công bố sự ra mắt của các bổ sung mới cho dịch vụ - phân phối các bộ phim không DRM. GOG.com đã cung cấp việc tải về không DRM ở định dạng mp4 và tuyền video theo tiêu chuẩn và không DRM kiểu HTML không ràng buộc người dùng vào bất kỳ nền tảng hoặc thiết bị cụ thể nào cả. Các bộ phim được làm sẵn có dưới dạng Full HD 1080p, 720p và 576p với băng thông hạn chế hoặc hạn ngạch tải về; tuy vậy một vài tựa phim lại không có sẵn định dạng Full HD 1080p. GOG.com bắt đầu với việc thêm 21 phim tài liệu về văn hóa Internet và chơi game. Họ cũng có kế hoạch cho việc bổ sung những bộ phim và loạt phim truyền hình khoa học viễn tưởng; theo giám đốc quản lý của GOG.com Guillaume Rambourg, họ đã đàm phán với nhiều hãng phim lớn. Trong khi đại diện các hãng phim thích ý tưởng đó, họ cũng chưa sẵn lòng tiếp cận phương thức DRM hiện tại của mình cho đến khi nào một số hãng phim lớn khác có những bước đi đầu tiên. Thế nhưng GOG.com đã lên kế hoạch làm việc nhằm khắc phục sự miễn cưỡng ban đầu và di dời video không DRM về phía trước.

### Chính sách của hãng
Ngày 9 tháng 12 năm 2013, GOG.com đã đưa ra chính sách đảm bảo hoàn lại tiền trong vòng 30 ngày đầu tiên, nếu một khách hàng phải đối mặt với các vấn đề kỹ thuật không thể giải quyết nổi khi mua một tựa game. Khởi đầu từ ngày 2 tháng 4 năm 2015, GOG.com bắt đầu cung cấp việc tải về không DRM cho những người sở hữu mã số game từ những bản đóng hộp những game lựa chọn mà hệ thống xác nhận DRM không còn hoạt động nữa. Hơn 500.000 $ số tiền mua game bán lẻ đã được mua lại thông qua hệ thống này.

### GOG Galaxy
Trong lần cập nhật của công ty CD Projekt RED vào tháng 6 năm 2014, GOG.com thông báo rằng sẽ mang lại một client giống Steam gọi là GOG Galaxy cho các nền tảng Windows, Mac và Linux. Client này được thiết kế như một cửa hàng chuyên cung cấp phần mềm và client mạng xã hội, cho phép người chơi mua và chơi game từ GOG.com và chia sẻ chúng với bạn bè. Galaxy cũng sẽ bao gồm một giao diện lập trình ứng dụng nối mạng nguyên bản, cho phép các nhà phát triển gộp luôn cùng loại chức năng nối mạng trong các phiên bản game GOG.com như trên Steam. Client này là tùy chọn và sẽ giữ lại mục tiêu không DRM của trang web GOG.com. Vào ngày 15 tháng 10 năm 2014 phiên bản beta nối mạng mở của client GOG Galaxy đã bắt đầu, kèm theo tựa game cho không Alien vs Predator. Tháng 7 năm 2015, client beta GOG Galaxy đã được tạp chí PC Gamer đánh giá có triển vọng, đặc biệt chú ý tập trung vào phương diện người sử dụng so với một client cạnh tranh.

### Hợp đồng xuất bản
Ngày 26 tháng 3 năm 2009, GOG.com công bố họ đã ký một thỏa thuận với Ubisoft để phát hành những game lấy từ trong catalog của mình; đây là thỏa thuận đầu tiên với một nhà xuất bản lớn nhằm cung cấp việc tải không DRM. Thỏa thuận phát hành thông qua GOG.com cũng bao gồm các tựa game chưa có trên bất kỳ kênh phân phối trực tuyến nào khác. Ngày 5 tháng 9 năm 2014, GOG.com đã bắt đầu bày bán những game Amiga từ catalog của Cinemaware, bắt đầu với trò Defender of the Crown. Điều này về mặt kỹ thuật có thể thực hiện thông qua bộ giả lập do chính Cinemaware viết ra gọi là "Rocklobster". Ngày 28 tháng 10 năm 2014, GOG.com có thể cam đoan một nhà xuất bản lớn khác với tư cách là một đối tác không DRM, Disney Interactive/LucasArts. Với sự hợp tác mới này, GOG.com bắt đầu tái phát hành một số game thường được yêu cầu từ LucasArts, bắt đầu bằng sáu tựa game (Star Wars: X-Wing, Star Wars: TIE Fighter, Sam & Max Hit the Road, The Secret of Monkey Island: Special Edition, Indiana Jones and the Fate of Atlantis và Star Wars: Knights of the Old Republic). Ngày 5 tháng 5 năm 2015, GOG.com đã phát hành Pacific General và Fantasy General và cái tên riêng GOG Ltd trong vai trò là nhà xuất bản. Công ty tiết lộ rằng họ đã mua được bản quyền các tựa game này và ý định là sẽ kiếm nhiều hơn nữa trong tương lai.

## Thị phần
GOG.com không đơn thuần phát hành về số lượng game bán ra tuyệt đối, sự cân nhắc thị phần về GOG.com trong số những nhà phân phối kỹ thuật số là một thách thức. Nhưng đôi lúc một nhà phát triển game cá nhân đã phát hành số liệu thống kê nội bộ về việc thực hiện bày bán trên các kênh phân phối game khác nhau dành cho trò chơi của riêng mình. Trong một bài báo ngày 11 tháng 11 năm 2011, PC Gamer báo cáo thống kê về doanh số trực tuyến của The Witcher 2. Theo PC Gamer, Direct2Drive, Impulse và doanh số kết hợp của Gamersgate được tổng cộng 10.000 (4%), GOG.com bán 40.000 bản (16%), trong khi Steam bán được trong cùng khoảng thời gian là 200.000 bản (80%).
Ngày 20 tháng 2 năm 2013, nhà phát triển của Defender's Quest là Lars Doucet tiết lộ doanh thu ba tháng đầu năm sau khi phát hành game trên khắp 6 nền tảng phân phối kỹ thuật số khác nhau, gồm 4 nhà phân phối game kỹ thuật số lớn và 2 phương thức mua và tải game trực tiếp từ nhà phát triển. Kết quả cho thấy GOG.com tạo ra 8,5% doanh thu - chỉ đứng thứ hai 58.6% của Steam trong số các nền tảng phân phối kỹ thuật số được sử dụng. Doucet đã lưu ý rằng "đối với [các nhà phân phối game kỹ thuật số] chủ yếu, vị thế của GOG ngày càng tăng lên rõ rệt. Thậm chí dưới sự cạnh tranh trực tiếp, GOG đã tạo ra 14,5 phần trăm nhiều như doanh thu của Steam. [...] Steam thì thích một thị trường tù túng của những kẻ trung thành hăng hái, nhưng GOG đang nhanh chóng trở thành một lựa chọn hấp dẫn và kiếm được những người trung thành của riêng mình, đặc biệt là trong đám đông chống DRM." Cho đến ngày 9 tháng 6 năm 2015, GOG.com bán 690.000 bản game The Witcher 3: Wild Hunt của hãng CD Projekt Red, nhiều ơn cả nhà bán lẻ kỹ thuật số lớn thứ hai Steam (khoảng 580.000 bản) và tất cả các dịch vụ phân phối kỹ thuật số PC khác hợp thành.

## Game sẵn có
GOG.com có hơn 1.100 tựa game không DRM trong danh mục của mình và số game mới được thêm vài lần một tuần. Công ty đã phát hành một số tựa game và thực hiện giao dịch với một số nhà xuất bản bao gồm:
- Activision
- Adventure Soft
- Apogee Software
- Atari
- CD Projekt RED
- Cinemaware
- Codemasters
- Coktel Vision
- Cyan Worlds
- Deep Silver
- Disney Interactive[50]
- DotEmu
- Electronic Arts
- Empire Interactive
- Enlight Software
- Epic Games
- Firefly Studios
- Focus Home Interactive
- Frogwares
- Funcom
- Hasbro
- Horrorsoft
- Interplay
- JoWooD
- LucasArts
- Majesco
- Metropolis Software
- Microïds
- Nordic Games
- Oddworld Inhabitants
- Paradox Interactive[61]
- Rebellion
- Revolution Software
- Running with Scissors, Inc.
- Remedy Entertainment
- Sierra On-Line
- Square Enix
- Strategy First
- Team17
- TopWare Interactive
- Trilobyte
- Ubisoft
- Valiant Entertainment
- Warner Bros. Interactive Entertainment[62]
- Wordplay LLC (Access Software)